# Martha Plimptonová
Martha Plimptonová, vlastním jménem Martha Plimpton * 16. listopadu 1970 New York), je americká herečka. Svou první roli dostala v jedenácti letech, kdy hrála ve filmu Bankovní převod (1981). Druhá šance přišla až v roce 1984 s filmem Říční krysa. Později hrála například ve filmech Střelila jsem Andyho Warhola (1996), Nádherný holky (1996) a Nezapomeň na mě (2010) nebo v seriálech Vychovávat Hope (od 2010) a Hranice nemožného (2010, jedna epizoda).
Během své herecké kariéry získala tři nominace na Tony Award, avšak žádnou z nich neproměnila. Stejně tak byla v roce 2011 nominována i na cenu Emmy v kategorii Nejlepší herečka v komediálním seriálu. Tuto cenu ale nakonec získala Melissa McCarthy.
Je dcerou herce Keitha Carradina a jeho manželky Shelley Plimptonové, po které převzala jméno. Tím pádem je i vnučkou Johna Carradina, herce, který se proslavil především svými rolemi v hororech, a neteří Davida Carradina, který se objevil například jako Bill ve dvoudílné filmové sérii Kill Bill.